# Mess Is Mine
«Mess Is Mine» es un sencillo del cantautor australiano Vance Joy extraído de su álbum de estudio debut Dream Your Life Away (2014). El 9 de julio de 2014, la canción fue lanzada en Australia en el formato de descarga digital a través de Liberation Music y alcanzó la posición número 37 en la lista de sencillos nacionales de Australia.

## Vídeo musical
El 9 de julio de 2014, se publicó el vídeo musical oficial del sencillo en YouTube para acompañar el lanzamiento del mismo, el cual cuenta con una duración total de tres minutos y cincuenta y cuatro segundos, y fue dirigido por Luci Schroder.

## En la cultura popular
«Mess Is Mine» apareció como la pista final de la banda sonora del FIFA 15, el popular videojuego de fútbol creado por EA Sports. También apareció en la cuarta temporada de la serie de televisión estadounidense Hart of Dixie, en el primer episodio de la serie original de Netflix 13 Reasons Why, en el tráiler de la película de The Big Sick (2017) y en la película original de Netflix Sierra Burgess Is a Loser (2018). Vance también ha dicho públicamente que la canción y muchas otras de su álbum debut fueron escritas sobre Amber Morris, una chica que conoció mientras estaba de gira en Texas.
En 2015, la canción se utilizó en una propaganda de Delta TV.

## Lista de canciones
Descarga digital

| N.º | Título         | Duración |  |
| 1.  | «Mess Is Mine» | 3:43     |  |

## Posicionamiento en las listas

### Semanales
| País           | Lista                                  | Mejor posición |           |
| 2014–2015      | 2014–2015                              | 2014–2015      | 2014–2015 |
| -------------- | -------------------------------------- | -------------- | --------- |
| Australia      | ARIA                                   | 33             |           |
| Canadá         | Billboard Rock                         | 7              |           |
| Estados Unidos | Billboard Adult Top 40                 | 40             |           |
| Estados Unidos | Billboard Alternative Airplay          | 6              |           |
| Estados Unidos | Billboard Hot Rock & Alternative Songs | 17             |           |
| Estados Unidos | Billboard Rock Airplay                 | 8              |           |
| Irlanda        | IRMA                                   | 91             |           |
| Suecia         | Sverigetopplistan                      | 95             |           |

### Anuales
| País           | Lista                    | Mejor posición |      |
| 2015           | 2015                     | 2015           | 2015 |
| -------------- | ------------------------ | -------------- | ---- |
| Estados Unidos | Billboard Hot Rock Songs | 55             |      |

## Certificaciones
| País           | Organismo certificador | Certificación | Ventas certificadas | Simbolización | Ref.   |
| -------------- | ---------------------- | ------------- | ------------------- | ------------- | ------ |
| Australia      | ARIA                   | 3× Platino    | 210 000             | ▲             | [ 11 ] |
| Brasil         | Pro-Música Brasil      | Oro           | 30 000              | ●             | [ 12 ] |
| Canadá         | Music Canada           | Oro           | 40 000              | ●             | [ 13 ] |
| Estados Unidos | RIAA                   | Platino       | 1 000 000           | ▲             | [ 14 ] |
| Italia         | FIMI                   | Oro           | 25 000              | ●             | [ 15 ] |
| Reino Unido    | BPI                    | Plata         | 200 000             | ♦             | [ 16 ] |

## Historial de lanzamientos
| Región         | Fecha               | Formato                                | Discográfica              | Ref.   |
| -------------- | ------------------- | -------------------------------------- | ------------------------- | ------ |
| Australia      | 9 de julio de 2014  | Descarga digital                       | Liberation Music          |        |
| Estados Unidos | 12 de enero de 2015 | Álbum Alternativo para Adultos - Radio | F-Stop y Atlantic Records | [ 17 ] |
| Estados Unidos | 13 de enero de 2015 | Radio de Rock Moderno                  | F-Stop y Atlantic Records | [ 18 ] |